# Championnat de squash du British Open masculin 1938
Le British Open Squash Championships 1938 est l'édition 1938 du British Open Squash Championships inauguré en 1931 afin que les professionnels et les amateurs puissent s'affronter. 
Le match oppose le champion professionnel Jim Dear et le tenant du titre, champion amateur égyptien F. D. Amr Bey.
Le match aller se déroule le 22 novembre au Royal Automobile Club, club de F. D. Amr Bey qui l'emporte en cinq jeux. Le match retour a lieu le 29 novembre 1937 au Bath Club, club de Jim Dear et F. D. Amr Bey confirme son premier succès et remporte son sixième et dernier British Open avec une victoire en cinquante minutes.
Après avoir obtenu un sixième championnat amateur en décembre 1937, l'Égyptien se retire des compétitions internationales en mars suivant et reçoit un banquet national auquel participe le roi Farouk en son honneur le 25 mars 1938 au Caire.

## Résultats

### match aller
|  |                                          |  |    |    |   |   |   |
|  | Royal Automobile Club (22 novembre 1937) |  |    |    |   |   |   |
|  |                                          |  |    |    |   |   |   |
|  |                                          |  |    |    |   |   |   |
|  | F. D. Amr Bey                            |  | 10 | 10 | 4 | 1 | 9 |
|  | F. D. Amr Bey                            |  | 10 | 10 | 4 | 1 | 9 |
|  | Jim Dear                                 |  | 8  | 8  | 9 | 9 | 4 |

### match retour
|  |                              |  |   |    |   |   |  |
|  | Bath Club (29 novembre 1937) |  |   |    |   |   |  |
|  |                              |  |   |    |   |   |  |
|  |                              |  |   |    |   |   |  |
|  | Jim Dear                     |  | 7 | 10 | 6 | 5 |  |
|  | Jim Dear                     |  | 7 | 10 | 6 | 5 |  |
|  | F. D. Amr Bey                |  | 9 | 8  | 9 | 9 |  |